# Pirouet Records
Pirouet Records is een Duits platenlabel, dat jazz uitbrengt. Het werd in 2003 opgericht door Ralph Bürklin en saxofonist Jason Seizer en is gevestigd in Oberhaching. De albums worden onder meer opgenomen in een eigen opnamestudio.
Het label heeft muziek uitgebracht van onder meer Drew Gress, Maria de Fatima, Bill Carrothers, Christian Weidner, Jürgen Friedrich, Marc Copland (waaronder albums met John Abercrombie en Gary Peacock), Jochen Rueckert,   Pablo Held, Hubert Nuss, Robin Verheyen, Nicolas Thys, Achim Kaufmann, Tim Hagans, Walter Lang (met Lee Konitz), Loren Stillman en Henning Sieverts.